# 烏克蘭民警
烏克蘭民兵（羅馬化：Militsiya Ukrainy）是1917年至2015年間蘇聯烏克蘭蘇維埃社會主義共和國和烏克蘭的警察部队，由烏克蘭內政部管理。依照《民兵法》（Про міліцію）規定，烏克蘭民兵是有權力的國家武裝機構，保障公民的生命、健康、權利和自由，並保護財產、自然環境、社會利益和國家免於非法的侵犯。2015年11月7日民兵由於長期的腐敗等問題，被烏克蘭國家警察取代。

## 歷史

### 俄羅斯內戰至蘇聯解體前
1917年12月12日，烏克蘭人民共和國政權解散後，烏克蘭蘇維埃代表大會在哈爾科夫宣布蘇維埃政權獨立，成立烏克蘭蘇維埃社會主義共和國。布爾什維克隨即在烏克蘭建立民兵團體，以鞏固勢力。

#### 工農民兵
1919年2月9日，烏克蘭蘇維埃社會主義共和國人民委員會成立「工農民兵」（Робітничо-селянська міліція），採取自願制。所有加入者都必須年滿21歲、服役至少1年、健康、有服役能力、有選舉權、忠於蘇維埃政權和工農階級利益、且未因犯罪而受到調查。工農民兵由於是武裝執法機構，具有特種部隊的地位、權利和義務。

#### 二戰時期
蘇聯最高蘇維埃主席團於1941年6月22日發布的戒嚴法令規定地方軍事當局必須負責國防、安全和公共秩序方面的所有職責，使烏克蘭民兵分配到更多的任務。德蘇戰爭期間，烏克蘭民兵開始了新的任務，例如保護蘇聯紅軍的補給路線、與間諜及破壞者作戰等。許多民兵部隊直接到前線戰鬥，迫使民兵大量招募年輕且幾乎沒有受過訓練的新兵，降低了作戰能力，戰後最初幾年的犯罪率也因此增加數倍。德國於1942年至1943年之間佔領烏克蘭時，許多民兵加入蘇聯游擊隊，有些人則叛逃到德國的軍隊。

#### 二戰後
在經歷了二次大戰之後（1946-1954），由於政治考量和艱難的社會條件，使烏克蘭政府再次重組民兵。而烏克蘭也在1970年代於利沃夫、伊萬諾-弗蘭科夫斯克、敖德薩等地建立警察學校。

### 獨立後
1990年代，首批特種民兵部隊開始建立，如金鵰特種部隊、獵鷹特種部隊（Сокіл）、眼鏡蛇特種部隊（Кобра）、蠍子反恐部隊（Скорпіон），以防止1990年代肆虐的組織犯罪行為。金鵰特種部隊在建立的前15年就阻止了大約30起嚴重犯罪，而根據烏克蘭內政部第一副部長弗拉基米爾·別德里科夫斯基（俄语：Владимир Бедриковский）的說法，獵鷹特種部隊的軍官逮捕了9,000名犯罪分子和250名組織犯罪集團的領導人。
2001年3月9日，沒有庫奇馬的烏克蘭（Україна без Кучми）示威者在總統列昂尼德·庫奇馬於塔拉斯·謝甫琴科紀念碑舉行的獻花儀式上與執法人員發生衝突。警員向人群投擲煙霧彈和石塊，並使用棍棒和催淚瓦斯來驅趕民眾。衝突持續大約三十分鐘，最後抗議者被迫撤離。

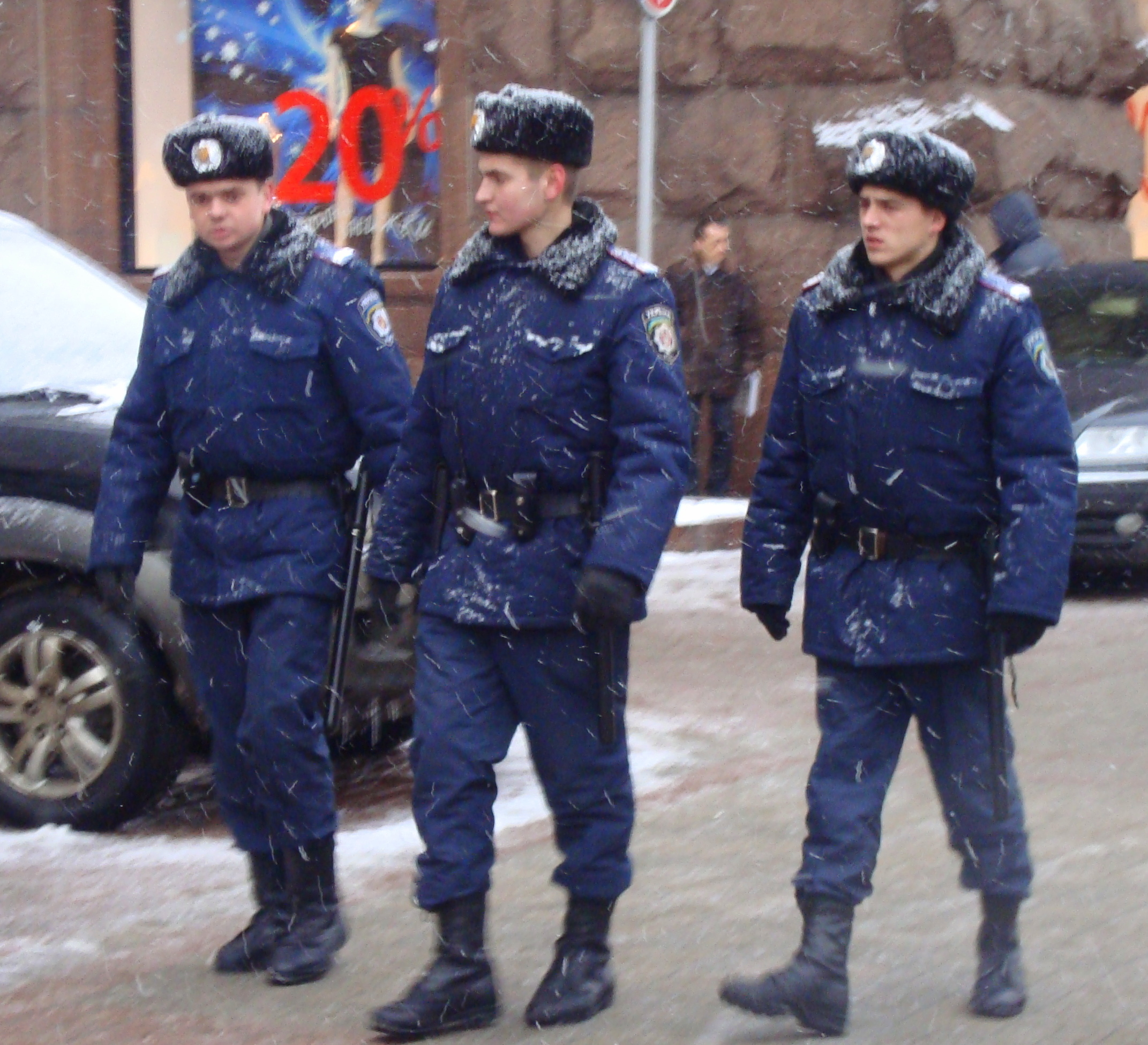
2010年在基輔巡邏的民兵

橙色革命期間，民兵保持中立，因此沒有發生流血事件。然而在2013年到2014年的广场起义中，抗議者與民兵發生多次衝突，共有三千多人受傷。而金鵰特種部隊使用包括狙擊步槍等向抗議者開火，造成99人死亡。隨後亞歷山大·圖奇諾夫的臨時政府便將其解散，以烏克蘭國家衛隊取而代之。2014年克里米亞危機期間，金鵰特種部隊的大部分軍官搬到俄羅斯吞併的克里米亞，開始在俄羅斯編隊中服役。

### 解散
2015年5月21日，烏克蘭最高拉達一讀通過了第2822號法律草案「關於國家警察」（Про Національну поліцію），284名議員投票支持（最低要求為226人）。7月2日，最高拉達二讀表決通過，278名議員支持，而總統彼得·波羅申科在當日宣布烏克蘭國家警察將開始取代烏克蘭民兵。8月4日，波羅申科簽署了法律。
11月7日，烏克蘭國家警察正式取代烏克蘭民兵，民兵97年的歷史到此結束，剩餘的民兵在當天則降為臨時警察。如果他們符合年齡標準，再次接受培訓，就有資格成為國家警察。

## 待遇
烏克蘭民兵的薪資大約是2至3千赫里夫尼亞，而2015年的烏克蘭平均薪資是3,578赫里夫尼亞。在民兵廢除後，為了使接替的烏克蘭國家警察增加工作意願，國家警察的薪資提升到了8千到1萬赫里夫尼亞。

## 任務
根據烏克蘭《民兵法》規定，警察的主要任務是：
- 確保公民的人身安全，保護他們的權利、自由及合法權益
- 預防及終止犯罪
- 保護及維護公共秩序
- 偵查刑事犯罪
- 按照烏克蘭刑事訴訟法（烏克蘭語：Кримінальний процесуальний кодекс України）（Кримінальний процесуальний кодекс）的規定揭露刑事犯罪，並追查犯罪人
- 確保道路交通安全
- 保護財產免受犯罪侵害
- 執行行政罰款
- 參與向公民提供社會和法律援助，在職權範圍內協助國家機關、企業、機構和組織履行法律賦予他們的職責[5]

## 警階
為了設立統一的警階，烏克蘭最高拉達於1993年4月22日通過「關於烏克蘭內政機構的特殊軍銜、制服和徽章」（Про спеціальні звання, формений одяг та знаки розрізнення в органах внутрішніх справ України），制訂了民兵的警階。

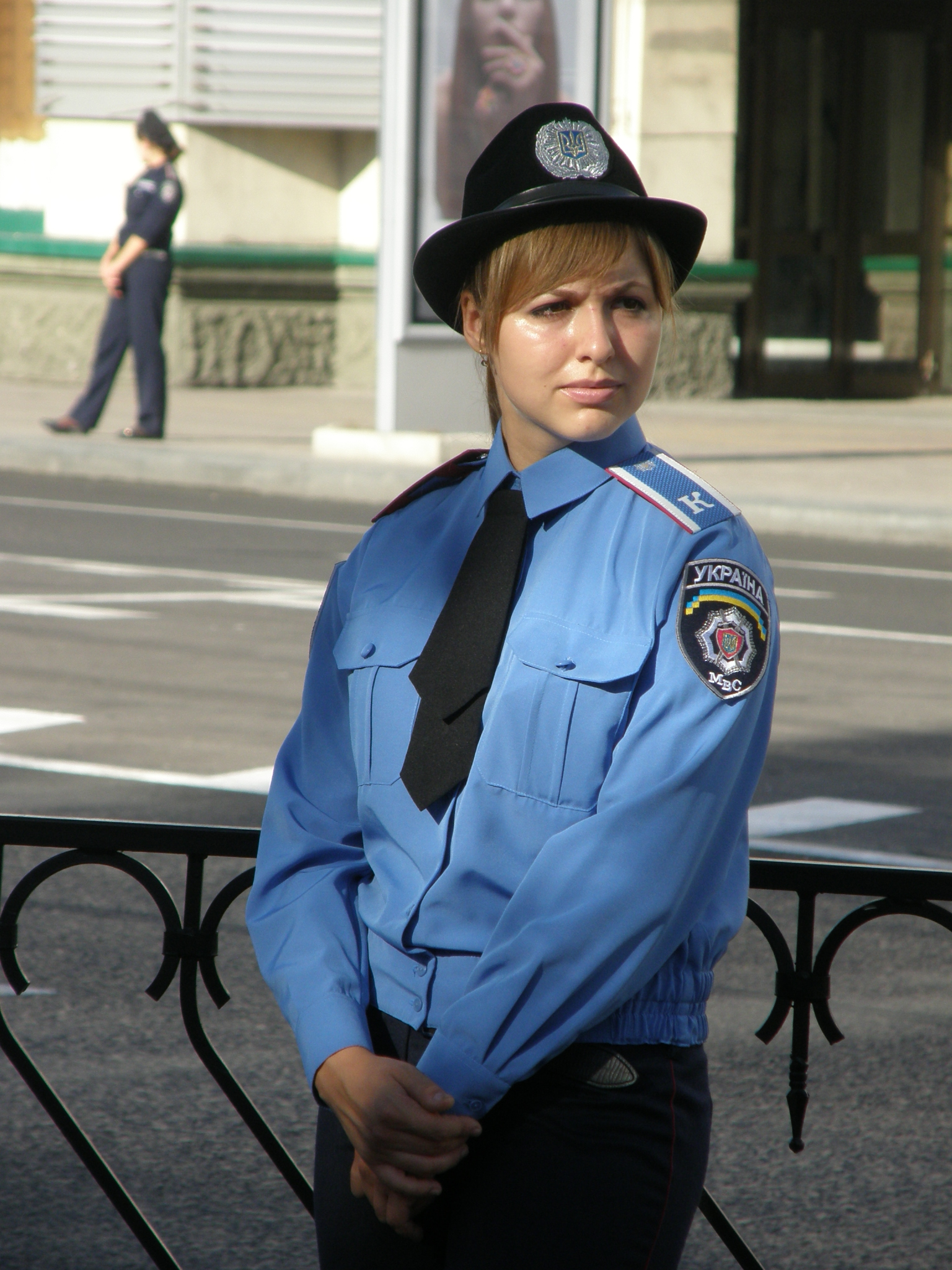
一名烏克蘭民兵學員

|               |           |           |           |           |           |           |           |           |           |
| 民兵 大將     | 民兵 中將 | 民兵 少將 | 民兵 上校 | 民兵 中校 | 民兵 少校 | 民兵 大尉 | 民兵 上尉 | 民兵 中尉 | 民兵 少尉 |
|               |           |           |           |           |           |           |           |           |           |
| 民兵 高級准尉 | 民兵 准尉 | 民兵 大士 | 民兵 上士 | 民兵 中士 | 民兵 下士 | 民兵 列兵 | 民兵 學員 |           |           |

## 批評
2013年，根據維塔利·扎哈爾琴科領導的民主倡議基金會的問卷調查，烏克蘭民兵的社會信任度為負47%，是此研究開始（2000年）以來的最低水平。同年的另一項調查顯示有49%的烏克蘭人會向民兵行賄、而64%的烏克蘭人認為民兵是腐敗的。
烏克蘭民兵廣泛使用酷刑，每年有兩千五百件對烏克蘭警察的投訴。而根據自由歐洲電台的說法，每14名烏克蘭居民就有1名遭遇過警察的酷刑。哈爾科夫的人權組織稱，2011年在烏克蘭警察局被謀殺的人數比2009年增加了兩倍。

### 伊霍爾·因德洛之死
2010年5月26日，一名學生伊霍爾·因迪洛（烏克蘭語：Ігор Індило）在基輔舍甫琴科區的警局內死亡，導致烏克蘭全國開始向警察國家說不（Ні поліцейській державі）運動。包括基輔、羅夫諾、伊凡諾-法蘭科夫斯克、克羅皮夫尼茨基、烏日霍羅德、赫梅利尼茨基、頓涅茨克、日托米爾、利沃夫、葉夫帕托里亞、捷爾諾波爾、哈爾科夫、盧甘斯克等地都出現了抗議活動。

### 弗拉迪伊夫卡抗議事件
2013年6月，弗拉迪伊夫卡一名女子伊琳娜·克拉什科娃（Ірина Крашкова）被兩名警察強暴，而後抗議的民眾攻擊了警察局，引發一連串的抗議事件。7月1日，大約500名民眾以燃燒彈、瓶子和石頭襲擊弗拉迪伊夫卡區警局，要求起訴涉事警察。而警察則以催淚瓦斯回擊。
11月29日，烏克蘭五一城地方法院判處兩名涉事員警葉夫亨·德里扎克（Євген дрижак）及德米特羅·波利斯丘克（Дмитро Полісчук）15年監禁，沒收財產並剝奪警銜。

### 廣場起義
在2013年到2014年間烏克蘭親歐盟示威運動中，抗議者與民兵發生多次衝突，三千多人受傷。對於廣場起義，基輔郵報在報導中寫道：「昨晚待在獨立廣場周圍的任一個地方都很危險——甚至是那些沒有參與當下親歐盟示威的人。警察似乎意在毆打視線中的任何人」。而金鵰特種部隊使用包括狙擊步槍等向抗議者開火，造成99人死亡。根據TSN.ua的報導，金鵰特種部隊在血腥鎮壓後，每人獲得了500美元的「獎金」。此外，民兵還在過程中虐待了醫護人員，違反了《日內瓦公約》。對此，人權觀察組織呼籲對他們提出告訴。

## 節日
1992年12月14日，烏克蘭總統列昂尼德·克拉夫丘克頒布法令，將12月20日訂為公共假日民兵日（День міліції），此假日於2015年12月9日取消，取而代之的是新的節日「烏克蘭國家警察日」（День Національної поліції України），訂於8月4日，也就是波羅申科簽署法律的日期。2018年，國家警察節改為7月4日。2015年的當日，第一批國家警察在基輔索菲亞廣場進行首次宣誓。